# Oribatula tibialis
Oribatula tibialis is een mijtensoort uit de familie van de Oribatulidae. De wetenschappelijke naam van de soort is voor het eerst geldig gepubliceerd in 1855 door Hercule Nicolet.